# Орджоникидзеград (станция)
Орджоникидзегра́д (первоначальные названия — Бе́жицкая, Бе́жица, с 1904 по 1936 год — Болва) — железнодорожная станция в Бежицком районе Брянска. Станция расположена на электрифицированном участке, на 142 км однопутной тепловозной линии Брянск — Рославль — Смоленск, между станциями Брянск-Орловский и Нетьинка. Станция относится к Брянскому региону Московской железной дороги.
Грузовые пассажирские поезда следуют на тепловозной тяге. Пригородное сообщение осуществляется посредством электропоездов. Перегон со стороны станции Брянск-Орловский — двухпутный, с противоположной стороны — однопутный. Непосредственно к станции примыкает большое количество подъездных путей прилегающей промзоны. Среди предприятий, обслуживаемых станцией, — АО УК «Брянский машиностроительный завод», АО ПО «Бежицкая сталь», ЗАО «Брянское ППЖТ», АО «Брянский автомобильный завод» и другие. Станция обслуживает большое количество пригородных пассажиров, для чего имеются 2 низких пассажирских платформы и пешеходный мост через пути.

## История
Движение по станции Бежица (название по селу Бежичи) открылось 24 ноября 1868 (Орловско-Витебская железная дорога). В 1904 году станция переименована в Болву по одноимённой реке. Около станции начал расти посёлок Бежица, в 1925 году ставший городом (ныне Бежицкий район Брянска). В 1936 году город и станция переименованы в Орджоникидзеград в честь Серго Орджоникидзе. В 1943 году городу было возвращено название Бежица; станция же сохранила название Орджоникидзеград.

## Дальнее сообщение по станции
В настоящее время поезда дальнего следования круглогодичного обращения на станции Орджоникидзеград не останавливаются.
Однако дополнительный летний поезд номер 536 сообщением Анапа — Смоленск имеет здесь техническую остановку без посадки и высадки пассажиров.

## Пригородное сообщение по станции
Станция связана с центральным вокзалом Брянска, а также городами Сельцо, Жуковка, Рославль и райцентром Дубровка.